# Internazionali Tennis Val Gardena Südtirol 2022 - Doppio
Antonio Šančić e Tristan-Samuel Weissborn erano i detentori del titolo ma solo Weissborn ha scelto di partecipare in coppia con Romain Arneodo.
In finale Denis Istomin e Evgenij Karlovskij hanno sconfitto Marco Bortolotti e Sergio Martos Gornés con il punteggio di 6-3, 7-5.

## Teste di serie
1. Denys Molčanov /  Aisam-ul-Haq Qureshi (semifinale)
2. Dustin Brown /  Andrea Vavassori (quarti di finale)

1. Roman Jebavý /  Adam Pavlásek (quarti di finale)
2. Romain Arneodo /  Tristan-Samuel Weissborn (quarti di finale)

## Wildcard
1. Gabriel Moroder /  Patric Prinoth (primo turno)

## Tabellone

### Legenda
| - Q = Qualificato - WC = Wild card - LL = Lucky loser | - ALT = Alternate - SE = Special Exempt - PR = Protected Ranking | - w/o = Walkover - r = Ritirato - d = Squalificato |

|  | Primo turno | Primo turno                  | Primo turno                 | Primo turno              | Primo turno              |  |  | Quarti di finale | Quarti di finale             | Quarti di finale    | Quarti di finale             | Quarti di finale             |   |     | Semifinali | Semifinali                            | Semifinali                            | Semifinali                       | Semifinali                       |   |   | Finale | Finale | Finale | Finale | Finale |  |
|  |             |                              |                             |                          |                          |  |  |                  |                              |                     |                              |                              |   |     |            |                                       |                                       |                                  |                                  |   |   |        |        |        |        |        |  |
|  | 1           | D Molčanov A-u-H Qureshi     | D Molčanov A-u-H Qureshi    | D Molčanov A-u-H Qureshi | D Molčanov A-u-H Qureshi |  |  |                  |                              |                     |                              |                              |   |     |            |                                       |                                       |                                  |                                  |   |   |        |        |        |        |        |  |
|  |             | Bye                          | Bye                         | Bye                      | Bye                      |  |  | 1                | D Molčanov A-u-H Qureshi     | 4                   | 7                            | [15]                         |   |     |            |                                       |                                       |                                  |                                  |   |   |        |        |        |        |        |  |
|  |             | F Cobolli F Maestrelli       | F Cobolli F Maestrelli      | 4                        | 4                        |  |  |                  | M Copil A Menéndez Maceiras  | 6                   | 65                           | [13]                         |   |     |            |                                       |                                       |                                  |                                  |   |   |        |        |        |        |        |  |
|  |             | M Copil A Menéndez Maceiras  | M Copil A Menéndez Maceiras | 6                        | 6                        |  |  |                  |                              |                     |                              |                              |   |     | 1          | D Molčanov A-u-H Qureshi              | D Molčanov A-u-H Qureshi              | 3                                | 3                                |   |   |        |        |        |        |        |  |
|  | 4           | R Arneodo T-S Weissborn      | R Arneodo T-S Weissborn     | 6                        | 6                        |  |  |                  |                              |                     | M Bortolotti S Martos Gornés | M Bortolotti S Martos Gornés | 6 | 6   |            |                                       |                                       |                                  |                                  |   |   |        |        |        |        |        |  |
|  | Alt         | N Compagnucci T Compagnucci  | N Compagnucci T Compagnucci | 4                        | 2                        |  |  | 4                | R Arneodo T-S Weissborn      | 3                   | 7                            | [9]                          |   |     |            |                                       |                                       |                                  |                                  |   |   |        |        |        |        |        |  |
|  |             | G Oradini O Ovcharenko       | 7                           | 4                        | [5]                      |  |  |                  | M Bortolotti S Martos Gornés | 6                   | 5                            | [11]                         |   |     |            |                                       |                                       |                                  |                                  |   |   |        |        |        |        |        |  |
|  |             | M Bortolotti S Martos Gornés | 68                          | 6                        | [10]                     |  |  |                  |                              |                     |                              |                              |   |     |            | Marco Bortolotti Sergio Martos Gornés | Marco Bortolotti Sergio Martos Gornés | 3                                | 5                                |   |   |        |        |        |        |        |  |
|  |             | D Istomin E Karlovskij       | D Istomin E Karlovskij      | 6                        | 7                        |  |  |                  |                              |                     |                              |                              |   |     |            |                                       |                                       | Denis Istomin Evgenij Karlovskij | Denis Istomin Evgenij Karlovskij | 6 | 7 |        |        |        |        |        |  |
|  | Alt         | N Catini GM Noce             | N Catini GM Noce            | 2                        | 64                       |  |  |                  | D Istomin E Karlovskij       | 4                   | 7                            | [10]                         |   |     |            |                                       |                                       |                                  |                                  |   |   |        |        |        |        |        |  |
|  | WC          | G Moroder P Prinoth          | G Moroder P Prinoth         | 2                        | 4                        |  |  | 3                | R Jebavý A Pavlásek          | 6                   | 5                            | [4]                          |   |     |            |                                       |                                       |                                  |                                  |   |   |        |        |        |        |        |  |
|  | 3           | R Jebavý A Pavlásek          | R Jebavý A Pavlásek         | 6                        | 6                        |  |  |                  |                              |                     |                              |                              |   |     |            | D Istomin E Karlovskij                | 6                                     | 62                               | [11]                             |   |   |        |        |        |        |        |  |
|  |             | P Nouza A Paulson            | P Nouza A Paulson           | 6                        | 6                        |  |  |                  |                              |                     | P Nouza A Paulson            | 3                            | 7 | [9] |            |                                       |                                       |                                  |                                  |   |   |        |        |        |        |        |  |
|  |             | F Marozsán L Rosol           | F Marozsán L Rosol          | 3                        | 4                        |  |  |                  | P Nouza A Paulson            | P Nouza A Paulson   | 6                            | 7                            |   |     |            |                                       |                                       |                                  |                                  |   |   |        |        |        |        |        |  |
|  |             | T Macháč D Poljak            | T Macháč D Poljak           | 64                       | 3                        |  |  | 2                | D Brown A Vavassori          | D Brown A Vavassori | 4                            | 64                           |   |     |            |                                       |                                       |                                  |                                  |   |   |        |        |        |        |        |  |
|  | 2           | D Brown A Vavassori          | D Brown A Vavassori         | 7                        | 6                        |  |  |                  |                              |                     |                              |                              |   |     |            |                                       |                                       |                                  |                                  |   |   |        |        |        |        |        |  |